# Живий труп (фільм, 1968)
«Живий труп» — радянський художній фільм у 2-х частинах за однойменною п'єсою Л. М. Толстого. Знятий режисером Володимиром Венгеровим на кіностудії «Ленфільм» в 1968 році. Прем'єра фільму відбулася 8 вересня 1969 року.

## Сюжет
На думку Федора Протасова, головного героя фільму, навколишнє життя пронизане брудом і фальшю. Він не бажає брати участь «у всій цій капості», у нього не вистачає сміливості з нею боротися, і він вибирає третій шлях: забутися, пити, гуляти з циганами. Стає волоцюгою, а потім кінчає життя самогубством — стріляється.

## У ролях
- Олексій Баталов —  Федір Протасов
- Алла Демидова —  Ліза Протасова
- Олег Басілашвілі —  Віктор Михайлович Каренін
- Лідія Штикан —  Анна Павлівна, мати Лізи і Саші
- Олена Чорна —  Саша, сестра Лізи
- Софія Пилявська —  Анна Дмитрівна Кареніна
- Євген Кузнєцов —  князь Абрезков
- Світлана Тома —  циганка Маша  (озвучує Людмила Гурченко, вокал — Соня Тимофєєва)
- Всеволод Кузнєцов —  Афремов, приятель Федора
- Пантелеймон Кримов —  офіцер, приятель Федора
- Олексій Кожевников —  музикант, приятель Федора
- Олег Борисов —  судовий слідчий
- Микола Боярський —  Пєтушков, художник
- Інокентій Смоктуновський —  Іван Петрович
- Олександр Афанасьєв —  Цервер
- Юрій Свірін —  Петрушин, адвокат
- Євген Гвоздьов — епізод
- Олег Борисов — судовий слідчий
- Володимир Арсентьев — помічник судового слідчого
- Олександр Афанасьєв — працівник суду
- Олександр Алексєєв — юрист
- Микола Борисенко — епізод
- Віктор Весьолкін — Кузін, замовник портрета
- С. Євстіфєєва — Дуняша, покоївка
- Олександра Кононова — циганка
- Олексій Савостьянов — лікар
- В. Серпков — епізод
- Сергій Шишков — циган
- Ірина Колосова — епізод
- Валентин Баглаєнко — епізод
- Белаш Вишневський — циган
- О. Деметр — епізод
- Олексій Дулькевич — епізод
- Л. Массальський — епізод
- Ірена Морозова — дівчина з циганського хору
- Микола Морозов — гітарист
- Ніна Панкова — епізод
- Ольга Старостіна — епізод
- Соня Тимофєєва — циганка в хорі
- Євген Гвоздьов — епізод
- В. Лебедєв — шинкар
- Михайло Іванов — фотограф
- Дмитро Бессонов — слідчий
- Віктор Семьоновський — відвідувач корчми
- Дмитро Зєбров — чоловік в будівлі суду
- Борис Ізотов — глядач в залі суду
- Є. Харкевич — епізод
- Юрій Родіонов — прибиральник

## Знімальна група
- Автор сценарію і режисер-постановник:  Володимир Венгеров
- Оператор-постановник: Генріх Маранджян
- Художники-постановники: Марксен Гаухман-Свердлов, Микола Суворов
- Композитор:  Ісаак Шварц
- Звукооператор: Є. Нестеров
- Режисер: В. Терентьєв
- Оператор: С. Іванов
- Художник-декоратор: Р. Штиль
- Художник по костюмах: Л. Мошкіна
- Художник-гример: Н. Еленбоген, А. Буфетова
- Монтажер: С. Горакова
- Редактор: Х. Елкен
- Оператор комбінованих зйомок: М. Покровський
- Художник комбінованих зйомок: Ю. Боровков
- Директор: М. Генденштейн